# 真狩村
真狩村（日语：／ Makkari mura */?）是位於北海道後志綜合振興局東南部的城鎮，地處洞爺湖以北、羊蹄山南邊，以及尻別川支流真狩川和知來川的流域上。當地以農業為主，生產馬鈴薯、百合根、蘿蔔、胡蘿蔔等農產品。其中百合根的生產量佔北海道內的三成。
村名源自阿伊努語的「mak-kari-pet」（繞到山後的河川）或「mak-kari-p」（通往山後的地方）。

## 人口
| 真狩村人口分布圖 |                                               |  |
| 真狩村與日本全國年齡別人口分布比較圖 （2005年資料） | 真狩村的年齡、男女別人口分布圖 （2005年資料） |  |
| ■紫色是真狩村 ■綠色是全国 | ■藍色是男性 ■紅色是女性                       |  |
| 真狩村人口變化 \| 1970年 \| 3,758人 \| \| \| 1975年 \| 3,197人 \| \| \| 1980年 \| 3,140人 \| \| \| 1985年 \| 3,028人 \| \| \| 1990年 \| 2,826人 \| \| \| 1995年 \| 2,649人 \| \| \| 2000年 \| 2,536人 \| \| \| 2005年 \| 2,354人 \| \| \| 2010年 \| 2,194人 \| \| \| 2015年 \| 2,103人 \| \| \| 2020年 \| 2,045人 \| \| |                                               |  |
| 資料來源：日本總務省統計中心提供之人口普查數據 |                                               |  |
| 1970年 | 3,758人                                       |  |
| 1975年 | 3,197人                                       |  |
| 1980年 | 3,140人                                       |  |
| 1985年 | 3,028人                                       |  |
| 1990年 | 2,826人                                       |  |
| 1995年 | 2,649人                                       |  |
| 2000年 | 2,536人                                       |  |
| 2005年 | 2,354人                                       |  |
| 2010年 | 2,194人                                       |  |
| 2015年 | 2,103人                                       |  |
| 2020年 | 2,045人                                       |  |

## 歷史
- 1895年：來自香川縣和福島縣的五戶共人進入此地開墾。[5]
- 1897年6月13日：真狩村（現在的留壽都村）從虻田村（後來的虻田町，已合併為洞爺湖町）分村。
- 1906年4月1日：真狩村成為北海道二級村。
- 1910年3月1日：改隸屬後志支廳之管轄。
- 1917年4月1日：喜茂別村（現在的喜茂別町）從真狩村分割獨立設置為北海道二級村。
- 1922年4月1日：真狩別村從真狩村分割獨立設置為北海道二級村。
- 1925年2月1日：真狩村改名為留壽都村。
- 1941年12月1日：真狩別村改名為真狩村。

## 交通

### 道路
| 一般國道 - 國道5號 | 主要地方道 - 北海道道66號岩內洞爺線 - 北海道道97號豐浦京極線 道道 - 北海道道230號三之原新雪谷線 - 北海道道257號留壽都喜茂別線 - 北海道道777號川崎三之原線 - 北海道道841號櫻川線 - 北海道道914號新富神里線 |

### 巴士
- 道南巴士

## 觀光景點
| - 支笏洞爺國立公園 - 後方羊蹄山之高山植物帶（國指定天然記念物） - 羊蹄山自然公園 - 真狩溫泉 - 世界百合園 - 細川貴志記念像 - 青少年之森 - 羊蹄山湧水 | - 真狩冬季慶典（每年3月） - 夏祭（每年8月） - 真狩神社祭典（每年9月） |

## 教育

### 高等學校
- 北海道真狩高等學校（日语：北海道真狩高等学校）

### 中學校
- 真狩村立真狩中學校 （页面存档备份，存于）

### 小學校
| - 真狩村立真狩小學校 | - 真狩村立御保內小學校 |

## 姊妹、友好都市

### 日本
- 大野原町（香川縣三豐郡）：已於2005年10月11日合併為觀音寺市。

## 本地出身之名人
- 細川貴志：歌手
- 八洲秀章：作曲家
- 一原有德：版畫家

## 外部連結
- （日語）真狩村村造研究會 （页面存档备份，存于）
- （日語）真狩村商工會 （页面存档备份，存于）